# Saint-Philbert-sur-Boissey
Saint-Philbert-sur-Boissey es una localidad y comuna francesa situada en la región de Alta Normandía, departamento de Eure, en el distrito de Bernay y cantón de Bourgtheroulde-Infreville.

## Demografía
| 83 | 78 | 84 | 109 | 154 | 130 |
| Para los censos de 1962 a 1999 la población legal corresponde a la población sin duplicidades (Fuente: INSEE [Consultar]) |    |    |     |     |     |